# Pičín
Pičín település Csehországban, a Příbrami járásban. Pičín Hostomice, Suchodol, Kotenčice, Trhové Dušníky, Hluboš, Čenkov és Buková u Příbramě településekkel határos. Lakosainak száma 642 fő (2024. január 1.).

## Népesség
A település lakosságának változását az alábbi diagram mutatja:
| Lakosok száma | 680  | 662  | 554  | 439  | 486  | 527  | 640  | 662  | 640  | 642  |
|               | 1869 | 1890 | 1921 | 1950 | 1980 | 2001 | 2017 | 2019 | 2022 | 2024 |